# Гімово
Гімово (рос. Гимово) — селище в Майнському районі Ульяновської області Російської Федерації.
Населення становить 362 особи. Входить до складу муніципального утворення Гімовське сільське поселення.

## Історія
Від 2004 року входить до складу муніципального утворення Гімовське сільське поселення.

## Населення
| 2010 |
| ---- |
| 362  |